# Atarazanas de Sevilla
Las Atarazanas de Sevilla, que se conservan en la actualidad en el barrio del Arenal, constituyeron el principal arsenal propiedad de la Corona de Castilla en la ciudad. Estuvieron operativas entre los siglos siglo XIII y siglo XV. En ella se guardaba la flota militar, no se construían barcos.
Fueron construidas en 1252 por el rey Alfonso X como infraestructura para la guerra contra el reino de Granada y norte de África. Atarazana es sinónimo de arsenal, no astillero, donde se guardaba la flota militar en invierno, momento no aconsejado para navegar. Aproximadamente de unas 6 hectáreas, guardaba unas 30-35 galeras.
El complejo consistía de un edificio de diecisiete naves junto a una gran explanada de arena que llegaba hasta la orilla del río Guadalquivir.
El 13 de marzo de 1969 el Estado lo declaró como Monumento Histórico Artístico, y el 18 de junio de 1985 se aumentó el grado de protección del inmueble declarando a la Maestranza de Artillería (que ocupa las siete naves que se conservan y otras estructuras, como un pabellón delantero) Bien de Interés Cultural en la categoría de Monumento.

## Antecedentes
La primera noticia que se tiene de unos astilleros en la ciudad data del siglo I a. C., cuando tuvo lugar la guerra civil entre Pompeyo y Julio César: Aunque no sabemos su ubicación.

[Terencio Varrón] practicó un reclutamiento por toda la Provincia [de Hispania Ulterior] y a sus dos legiones completas añadió treinta cohortes auxiliares. Almacenó una gran cantidad de trigo que parte debía enviar a los de Marsella y parte igualmente, a Afranio y Petreyo. Ordenó a los gaditanos construir diez navíos de línea y, además, procuró que se construyeran bastantes en Híspalis
Julio César. De Bellum civile. 49 a.C.

En el siglo IX se produjeron una serie de ataques normandos (vikingos) en las costas peninsulares, uno de ellos en Sevilla. Esto motivó al califa Abderramán II a reforzar la muralla de Isbylia (de origen romano) y a crear una flota de guerra permanente. Con este fin, ordena la construcción de unos astilleros en Sevilla: De momento los estudios arqueológicos no han dado con su ubicación

[...] que se construyese una atarazana en Sevilla, y que se fabricasen barcos; se preparó la fábrica recultando a hombres de mar de las Costas de España, a quienes dio buenos suelos y proveyó de instrumentos o máquinas para arrojar betún ardiendo.
Ibn al-Qutiyya, Crónica de la conquista de Al Ándalus.

Unos 200 años más tarde, en 1184, el califa Abu Yaacub Yúsuf ordenó al entonces gobernador de la ciudad, Abu Dawud Yalul ben Yildasan la fabricación de unos astilleros donde, en un corto espacio de tiempo, construir una gran flota para hacer frente a los reinos cristianos.No se sabe con certeza donde se encontraban las antiguas atarazanas almohades, aunque el arqueólogo y profesor universitarios, Fernando Amores, ha sugerido que tal vez se ubicarían en la actual Casa de la Moneda. 
De acuerdo con las labores arqueológicas realizadas se sabe que las atarazanas castellanas que hoy se conservan no se edificaron sobre ninguna anterior, están adosadas a la muralla almohade.

## Diseño original
Fernando III, rey de Castilla y León, conquistó Sevilla a los musulmanes en 1248. Tras realizar conquistas por gran parte del sur de la península, decidió emprender campañas militares para tomar también el norte de África y prevenir así posibles amenazas que pudieran provenir de esa zona. Para ello decidió construir en Sevilla varios bajeles y galeras. Fernando falleció en 1252 no pudiendo realizar ninguna expedición, a lo que se añade que los territorios aún islámicos, Reino de Granada y de Niebla, eran vasallos, por lo que el rey tenía la idea del fin de la conquista
su hijo, Alfonso X, construye las Atarazanas; los intereses de su construcción son para disponer de infraestructuras para llevar a cabo la política de "allende del mar", la guerra hacia el norte de África. Como ha demostrado Pérez-Mallaína, era un arsenal, un lugar donde se guardaba la flota militar en invierno, de  aproximadamente de unas 6 hectáreas, que servían para guardar unas 30-35 galeras 
El lugar elegido fue un terreno fuera del recinto amurallado y muy cerca del Guadalquivir, en la zona comprendida entre la torre del Oro, la torre de la Plata, entre la puerta del Carbón y el postigo del Aceite.
Al principio fueron de 14-15 naves y luego pasaron a ser 17 naves; originalmente los techos eran de madera, pero al ir desprendiéndose por el deterioro decidieron cubrir las naves de ladrillo; naves en sentido perpendicular al Guadalquivir y delante de la cerca almohade de la ciudad, que cubrían unos 15.000 metros cuadrados . Arquitectónicamente se trata de una obra gótica y mudéjar construida toda ella en fábrica de ladrillo, aunque originalmente se cerraban con artesa de tradición mudéjar. Estas naves se comunican lateralmente a través de gruesos arcos ligeramente apuntados góticos y enfrentados entre sí que arrancan directamente desde el suelo.
Las Atarazanas también incluían la denominada Resolana del Río, una gran explanada de arena que llegaba hasta la orilla del Guadalquivir. Se trató de una de las mayores instalaciones militares de la Baja Edad Media en Europa, de extensión comparable a la que tenía por entonces el Arsenal de Venecia.
En 1485 ya estaban abandonadas; se va a reutilizar la nave Norte junto al Postigo del Aceite como lonja de pescado, nave que seguramente no tendría techo; la nave número 8 estaría abierta, sin techo, funcionando como un patio/plaza. las Atarazanas se convirtieron en un gran almacén, con patios interiores y viviendas; las nuevas naves, las carabelas, no cabían en el edificio. Además, Fernando el Católico apostó por su abandono para potenciar las de Barcelona , sin embargo el Descubrimiento de América fomentó la reutilización del edificio

## Funcionamiento

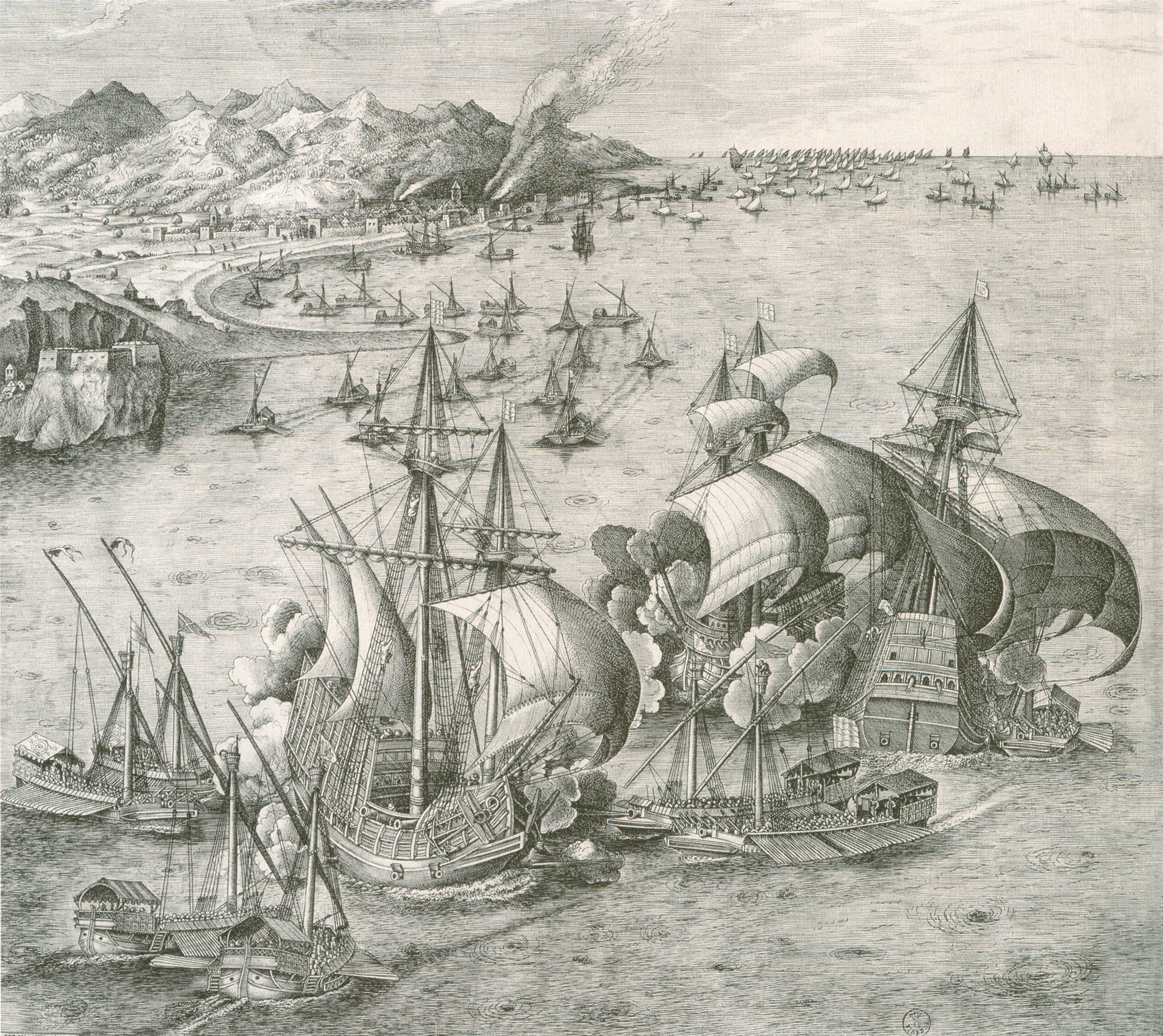
Combate naval entre galeras y carracas hacia 1561.

En 1253 ya había diez galeras construidas y el rey Alfonso designó a diez capitanes o cómitres, algunos de ellos franceses e italianos que habían venido a colaborar en la Reconquista. Los cómitres y sus herederos debían de cuidar y reparar la galera que se les entregase y usarla siempre en nombre del rey y bajo la dependencia del almirante mayor de Castilla (cargo creado por Alfonso en 1254). En 1407, reinando Juan II, en Sevilla ya había 70 cómitres. En el siglo XV el cargo de almirante de Castilla se vinculó al linaje de los Enríquez y, en el siglo XVI, consta que era parte del cabildo municipal de Sevilla.
Por su gran tamaño, sirvieron para albergar asambleas y festejos públicos. También eran un lugar natural para almacenar el botín y los prisioneros capturados por las flotas de los reyes castellanos. En ocasiones sirvieron de cárcel para la élite social, por ejemplo para los nobles afines al rey Pedro I tras la victoria de su rival Enrique II. Entre los prisioneros de este lugar estuvieron Leonor López de Córdoba y su marido, que fueron liberados después de nueve años, cuando murió Enrique II.
Las Atarazanas fueron capaces de guardar flotas de veinte galeras y, en ocasiones especiales, de hasta treinta. Los reyes castellanos las utilizaron en las luchas por el control del estrecho de Gibraltar contra los musulmanes y también en incursiones contra Inglaterra durante la guerra de los Cien Años.
Las naves podían albergar gran cantidad de galeras y bajeles, así como todos los pertrechos para su montaje, reparación y mantenimiento. También se guardaban en ella los botines de guerra. En su interior trabajaban calafates, carpinteros, herreros y otros artesanos. Los que trabajan ahí estaban bajo la autoridad del alcaide de los Alcázares (el palacio-fortaleza cercano) y de las Atarazanas. Este alcaide era nombrado por el rey. El cargo de alcaide solía recaer en un noble que, a veces, delegaba el ejercicio de su labor en un hombre de confianza.
En el primer tercio del siglo XV las Atarazanas armaron sus últimas grandes flotas de galeras. Quince naves fueron destinadas a una incursión contra Inglaterra en 1420 y un número indeterminado a la guerra contra Aragón en 1430. Tras estas contiendas, los pedidos de los reyes castellanos se volvieron cada vez más escasos. A mediados de siglo se pudrían en sus instalaciones los cascos de unas veinte galeras.
A finales del siglo XV los Reyes Católicos instalaron la sede de su corte en Sevilla. En ese momento se realizaron, por mandato de estos, algunas obras de reparación de los astilleros. Posteriormente, en 1493, los Reyes Católicos aprobaron que la lonja de pescado que se ubicaba en la Plaza de San Francisco se trasladase a la primera nave (la más cercana al Postigo del Aceite) de las Atarazanas, que además seguramente estaría sin techo. En esa nave se situaron varias lonjas de pescado y algunas viviendas.
El 14 de febrero de 1503, con motivo de la constitución de la Casa de la Contratación de Indias, se destinó la nave más al sur como sede de la Casa. No obstante, el 5 de junio se trasladaría la sede de la Casa al Alcázar. En 1587 la aduana de la ciudad se situó en las naves 13, 14 y 15, al sur del edificio. A lo largo del siglo XVI una nave fue alquilada como almacén de aceite y otra como almacén de lanas. El alcaide sería el encargado de la vigilancia del recinto y del cobro de todos los alquileres. Otra nave fue destinada a almacén de mercurio, que era traído en sacos de pellejos de cordero de minas de Almadén y que luego se usaba para ayudar a extraer plata en las minas americanas.

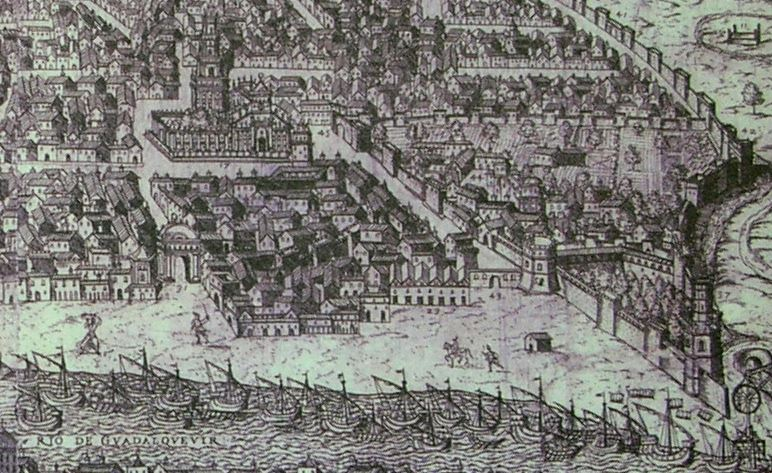
En esta vista de Sevilla de finales del aparecen indicadas "Las Atarazanas" con el n.º 23, al lado del "Postigo del Carbón" (n.º 43).

Además de la necesidad de almacenes, hubo otras razones para el cese de su uso como astilleros. En primer lugar, tras el final de las guerras con Inglaterra y de las batallas por el estrecho de Gibraltar, el reino de Castilla dejó de necesitar flotas de guerra de manera tan frecuente. En segundo lugar, las galeras fueron perdiendo capacidad de combate frente a diseños novedosos de veleros como la carabela, la carraca y la nao, que eran más rápidos y fuertes y tenían mucha mayor autonomía gracias a sus tripulaciones menos numerosas, pero su tamaño impedía que pudieran entrar en las naves de las Atarazanas. Para la Corona además resultaba más ventajoso económicamente alquilar veleros privados a sus propietarios que construir y mantener flotas permanentes de galeras. Por último, la subida al trono en 1475 de Isabel I y su marido Fernando (llamados Reyes Católicos años después) supuso que los soberanos de Castilla pasaron a disponer de los astilleros de galeras de la Corona de Aragón, posiblemente fue una maniobra del rey Fernando para favorecer a Barcelona frente a Sevilla.
A pesar de que la carga de trabajo de las Atarazanas cada vez era menor, el número de artesanos ligados oficialmente a ellas apenas se redujo. Ello provocó frecuentes protestas del Concejo de Sevilla sobre la injusticia que representaban las exenciones fiscales de estos "francos" así como de otros oficios protegidos. Entre otras labores, hasta 1549 la nave cuarta de las Atarazanas estaba destinada a la fabricación de bombas para achicar agua en los barcos, por lo que era conocida como "nave del bombero".
Poco a poco las Atarazanas dejaron de lado su función de arsenal para ser almacenes comerciales. Además de los elementos citados también se almacenó azúcar, jengibre, canela, plantas medicinales y maderas nobles provenientes de las Indias. En el siglo XVIII se rotularon con un cartel que decía: "La Real Casa de Atarazanas de Azogues de Indias".

## Transformaciones y destrucción

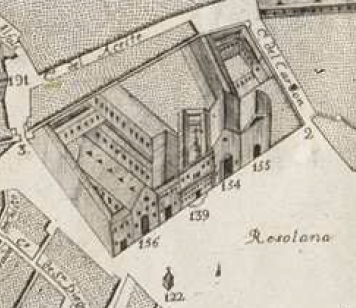
Las antiguas atarazanas en el plano de Olavide de 1771. Se indican, de izquierda a derecha, la Maestranza de Artillería (156), el Hospital de la Caridad (139), la Aduana (154) y un almacén de lanas (155).

A lo largo de su historia el edificio de las Atarazanas Reales ha sufrido transformaciones importantes. En la actualidad quedan en pie solo siete de las diecisiete naves originales.
La primera gran intervención arquitectónica sobre el edificio de las Atarazanas tuvo lugar en el año 1503, con la construcción de la Casa del Azogue. Por Real Cédula de 5 de junio de 1503 de los Reyes Católicos se tomó, la última nave de las Atarazanas, contigua al Postigo del Carbón, para el “recibo, empaque y aviamiento de azogues”; el azogue o mercurio procedía de Almadén (Ciudad Real). Se almacenó de manera continuada y exclusiva el azogue o mercurio que anualmente era exportado a América para la producción de plata
La siguiente intervención fue la construcción de la Aduana. En 1543 se creó el “almojarifazgo de Indias”, que era un impuesto que gravaba las mercancías que venían de América, la Corona decide instalar la Aduana en tres naves de la Atarazanas a finales de 1577, bajo proyecto de Asensio de Maeda, inaugurándose en 1587
En 1641 se acomete la construcción del Hospital de la Caridad y su iglesia, lo que ocupó cinco de las naves. Estos arcos todavía pueden vislumbrarse hoy día.
En 1719 el Gobierno dispuso que cinco naves pasasen a almacenar material de artillería. En 1762 comenzó una gran reforma del Cuerpo de Artillería que llevaría al cabo de los años a que la Maestranza de Artillería sita en las Atarazanas contase con un gran depósito de carruajes y pertrechos para suministrar a las tropas, lo que acabó traduciéndose en una ampliación en la capacidad de talleres y almacenes con la anexión de dos naves más para completar las siete que ocuparía el Ejército hasta el siglo XX. En 1782, las Maestranzas de Cádiz y Málaga se fusionaron en la de Sevilla, quedando esta como abastecedora única para toda Andalucía y Extremadura y, un año más tarde, también para las Indias. En 1786 se terminó la construcción de un pabellón delantero, orientado hacia el oeste, que fue realizado por Francisco Jiménez Bonilla.
Aparte de la construcción de la Caridad en el siglo XVII, el resto de la estructura del edificio original sobrevivió completa hasta 1945, cuando cinco de las naves fueron derribadas para dejar sitio a la construcción del actual edificio de la Delegación de Hacienda.
Las Atarazanas de Sevilla están declaradas Bien de Interés Cultural y catalogadas como Monumento Nacional desde 1969. En 1993 pasaron a ser propiedad de la Junta de Andalucía, cuya Consejería de Cultura realizó obras de rehabilitación hasta 1995. En 2009 la Junta le cedió el edificio a la entidad financiera La Caixa por un periodo de 75 años a fin de que construyera en él un centro de difusión cultural denominado CaixaForum Sevilla. A finales de 2012 La Caixa anunció que construiría el Caixaforum en otro lugar de la ciudad, lo cual desató un conflicto con la Junta de Andalucía que concluyó con un acuerdo por el que la entidad financiera invertiría 10 millones de euros en otro proyecto cultural distinto en las Atarazanas.
En febrero de 2022 comenzó la rehabilitación de las Atarazanas de Sevilla, con la idea de construir un gran centro cultural en su interior.

## Escenario de series y películas
Las Atarazanas fueron usadas como escenario de la serie Juego de Tronos para recrear las criptas de la Fortaleza Roja. El rodaje se llevó a cabo en noviembre de 2016 para la séptima temporada.
Entre mayo y junio de 2017 también se grabaron en su interior escenas de la serie española La Peste. En junio de 2017 también se convirtió en el escenario principal del fashion film Integración de la firma María Magdalena, dirigido por J.J. Torres.
En 2016 se rodo en ellas Gurumbé.Canciones de tu memoria Negra, documental sobre la presencia negra en España de gran repercusión nacional e internacional.